# Carpignano Sesia
Carpignano Sesia (piemontiul: Carpignan) település Olaszországban, Piemont régióban, Novara megyében. Lakosainak száma 2446 fő (2023. január 1.). Carpignano Sesia Briona, Fara Novarese, Ghemme, Ghislarengo, Lenta, Sillavengo és Sizzano községekkel határos.

## Népesség
A település népességének változása:
| Lakosok száma | 2521 | 2507 | 2446 |
|               | 2017 | 2018 | 2023 |